# Massachusett (tribu)

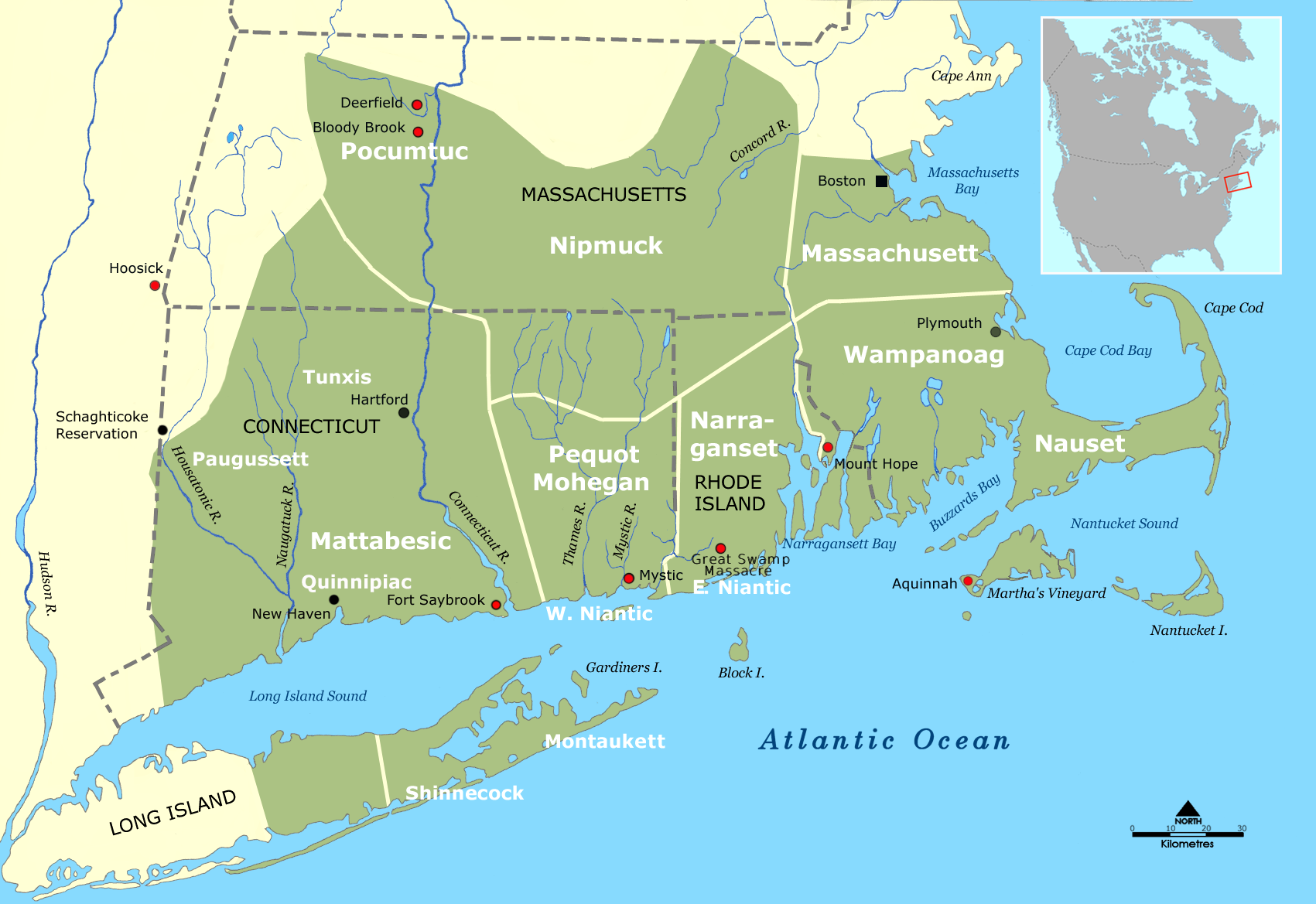
Mapa territorial de los Massachusett.

Los Massachusett son una tribu de algonquinos, que vivían históricamente en la región envolvente de Massachusetts Bay además del nordeste y del sur de Massachusetts. Hablaban el idioma Massachusett de la familia algonquina y también comprendían a los Natick, Nonamtum y Ponkapog.

## Localización
Vivían en la costa de Massachusetts, cerca de la actual ciudad y puerto de Boston, y en las orillas de la Bahía de Massachusetts, desde Salem a Plymouth.

## Demografía
A comienzos del siglo XVII tenían 300.000 guerreros, pero fueron reducidos a 50000 individuos en 1631. En 1980 eran unos 21.000 con los Wampanoag.

## Costumbres
Tenían unas doscientas villas, y fueron convertidos a la iglesia Anglicana por los puritanos en 1629. Se dedicaban al cultivo del maíz, calabazas, pavos, frijoles rojos y otros cereales, a la caza y a la pesca. Se movían estacionalmente para explotar mejor los recursos alimenticios de la zona. Se dividían en dos bandas, cada una con un propio Sachem. Vivían en Wigwams y culturalmente eran similares a los otros algonquinos de Nueva Inglaterra. 

## Historia
Sufrieron una epidemia de peste en 1617 que redujo mucho su población. Y en 1630 John Winthrop estableció una colonia en su territorio, en la bahía de Massachusetts. En 1629 fueron convertidos a la iglesia Anglicana por los puritanos, y en su lengua John Eliot escribió una Biblia. Pero en 1633 una nueva epidemia, esta vez de viruela, les hizo casi desaparecer como tribu, por lo que se unieron a los Wampanoag. Además, en 1869 pasaron a ser ciudadanos norteamericanos. Actualmente viven dos comunidades: una en Natick (conocidos como los Praying) y otra, los Ponkapoag, residen en dos lugares, Brockton y Canton, ambos en Massachusetts.

## Enlaces
- Encyclopedia of North American Indians: Massachusett
- Nativos de Canton

- Datos: Q932241